# Les Anges déchus (film, 1995)
Pour les articles homonymes, voir L'Ange déchu et Fallen Angel.
Pour plus de détails, voir Fiche technique et Distribution.
Les Anges déchus (en chinois : 墮落天使, Duòluò Tiānshǐ) est un film hongkongais réalisé par Wong Kar-wai, sorti en 1995.

## Synopsis
À Hong Kong, un tueur à gages désillusionné s'apprête à remplir son dernier contrat, mais il doit d'abord surmonter l'affection de sa partenaire, qu'il voit rarement. Dans une errance nocturne sordide et surréaliste, il croise le chemin d'une fille excentrique et d'un muet qui essaie sans arrêt d'attirer l'attention sur lui.

## Fiche technique
- Titre : Les Anges déchus
- Titre chinois : chinois : 墮落天使, Pinyin : Duòluò Tiānshǐ
- Réalisation : Wong Kar-wai
- Scénario : Wong Kar-wai
- Photographie : Christopher Doyle
- Production : Jeffrey Lau
- Distributeur : Kino International
- Pays de production :  Hong Kong
- Genre : Comédie dramatique
- Durée : 96 minutes
- Dates de sortie :
  - Hong Kong : 6 septembre 1995
  - France : 5 mars 1997
  - États-Unis : 30 janvier 1998

## Distribution
- Leon Lai (VF : Emmanuel Curtil) : Wong Chi-Ming, le tueur
- Takeshi Kaneshiro : He Zhiwu
- Michelle Reis : l'intermédiaire
- Charlie Yeung : Charlie / Cherry
- Karen Mok (VF : Joëlle Guigui) : Punkie / Blondie / Baby